# Coupe du Portugal de football 1962-1963
Navigation
1961-1962 1963-1964

La Coupe du Portugal de football 1962-1963 est la 23e édition de la Coupe du Portugal de football, considéré comme le deuxième trophée national le plus important derrière le championnat. 
La finale est jouée le 30 juin 1963, au stade national du Jamor, entre le Sporting Clube de Portugal et le Vitória Guimarães. Le Sporting CP remporte son sixième trophée en battant le Vitória Guimarães 4 à 0. Le Sporting CP se qualifie pour la Coupe d'Europe des vainqueurs de coupe de football 1963-1964.

## Finale
| 30 juin 1963 | Sporting Clube de Portugal | 4 - 0   | Vitória Guimarães | Stade national du Jamor      |                              |
|              |                            | (1 - 0) |                   | Arbitrage : Francisco Guerra | Arbitrage : Francisco Guerra |
|              | Feuille de match           |         |                   | Arbitrage : Francisco Guerra | Arbitrage : Francisco Guerra |